# Aronești
Aronești – wieś w Rumunii, w okręgu Alba, w gminie Bistra. W 2011 roku liczyła 9 mieszkańców.